# Décennie 1590 en arts plastiques
Chronologie des arts plastiques
Années 1580 - Années 1590 - Années 1600
Cet article concerne les années 1590 en arts plastiques.

## Événements
- 1592 : arrivée à Rome du peintre Le Caravage, dont la peinture, inspirée par la réalité et la vérité du monde extérieur, s’oppose aux œuvres idéalisées des maniéristes. Il peint des scènes de la vie populaire italienne (La diseuse de bonne aventure, Le Joueur de luth). En 1596, il entre au service du cardinal Francesco Maria del Monte[1].
- 14 novembre 1593 : ouverture de l'Accademia di San Luca à Rome, corporation des métiers artistiques, dont Federico Zuccari est le premier directeur[2].

- 1596-1611 : début de la production de faïence émaillée à Delft[3].
- 1598 : le général Shimazu Yoshihisa, à son retour de l'expédition japonaise en Corée menée par Toyotomi Hideyoshi, ramène dix-sept potiers coréens qualifiés qu'il établit dans les provinces de Satsuma et Osumi, domaines du clan Shimazu ; plus tard, en 1601, il les installe à Nayeshirogawa ; c'est le début de la production de la porcelaine de Satsuma[4],[5].

## Réalisations
- Vers 1590 : le peintre espagnol Le Greco peint l'Agonie dans le jardin, une des premières  versions, conservée au Musée d'Art de Toledo[6].

- 1593-1594 : Le Tintoret peint la Cène pour San Giorgio Maggiore à Venise[7].
- 1595-1597 : Annibal Carrache décore de fresques le Camerino du Palais Farnèse à Rome avec des scènes de la vie d'Hercule[8].
- Vers 1598 : Méduse, huile sur toile de lin, montée sur un bouclier en peuplier, commandée par le cardinal Del Monte au Caravage[9].
- Vers 1599 : Judith et Holopherne et Corbeille de fruits, du Caravage[9].
- Vers 1599-1600 : Le Greco peint sa Vue de Tolède[10].